# Iwan Tatartschew
Iwan Tatartschew (bulgarisch Иван Татарчев; * 29. August 1930 in Sofia; † 24. Dezember 2008 ebenda) war ein bulgarischer Jurist und Oberster Staatsanwalt des Landes zwischen 1992 und 1999.
Die Familie von Iwan Tatartschew stammt aus dem makedonischen Resen und zog teils wie viele andere makedonische Bulgaren in das 1878 vom Osmanischen Reich befreite Bulgarien. Sein Großvater Michail war der Bruder von Christo Tatartschew, der 1893 die Organisation BMORK (Bulgarischen Makedonien-Adrianopeler Revolutionären Komitees, später in Innere Mazedonische Revolutionäre Organisation umbenannt) mitbegründet hat.
Iwan Tatartschew schloss 1952 sein Studium der Rechtswissenschaften an der Sofioter Universität „St.-Kliment-Ohridski“ erfolgreich ab. Zwischen 1954 und 1961 arbeitete er als Anwalt in Malko Tarnowo, Raslog und Rasgrad. 1961 wurde ihm die Ausübung seines Berufes von den herrschenden Kommunisten im Lande verwehrt. Er wurde mehrmals verhaftet und eingesperrt. Den einzigen Beruf, den er ausüben durfte und ausgeübt hat, war der eines Steinmetzes. Ab 1966 konnte er wieder den Beruf des Anwalts ausüben, woraufhin er nach Sofia zog und bis 1992 dort als Anwalt tätig war.
Am 12. Februar 1992 wurde er vom Präsidenten Schelju Schelew zum Obersten Staatsanwalt der Republik Bulgarien ernannt. Als solcher war er bis 1999 im Amt. Er wurde von Nikola Filtschew abgelöst. Während seiner Tätigkeit als Oberster Staatsanwalt versuchte er auf die Spur der mehrere Milliarden US-Dollar aus ehemaligen bulgarischen, staatlichen Auslandsfirmen zu kommen, die nach dem Ende des Kommunismus verschwunden waren.